# NGC 7721
NGC 7721 (другие обозначения — PGC 72001, MCG -1-60-17, IRAS23362-0647) — спиральная галактика (Sc) в созвездии Водолей.
Этот объект входит в число перечисленных в оригинальной редакции «Нового общего каталога».
В галактике вспыхнула сверхновая SN 2007le типа Ia, её пиковая видимая звездная величина составила 15,2.